# Тауразький повіт
Тауразький повіт (лит. Tauragės apskritis) — повіт на заході Литви, охоплює південну частину етнографічного регіону Жемайтія. Межує з Калінінградською областю Російської Федерації, а також з Клайпедським, Тельшяйський, Шяуляйський і Каунаським повітами. Річка Німан (Нямунас) відокремлює повіт від Маріямпольського повіту. У квітні 2010 р. у повіті було створено Товариство друзів Тернополя, яке покликане сприяти поглибленню регіонального співробітництва з Тернопільщиною.

## Адміністративний поділ
Повіт утворюють території:
- Пагегяйське самоврядування (5 староств)
- Самоврядування Тауразького району (9 староств)
- Самоврядування Шилальського району (14 староств)
- Самоврядування Юрбаркського району (11 староств)

## Фотогалерея

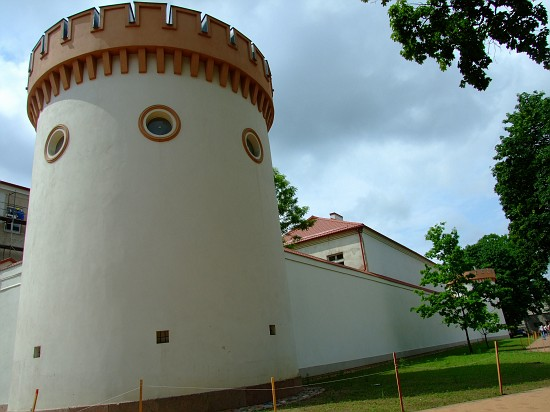
Таураге
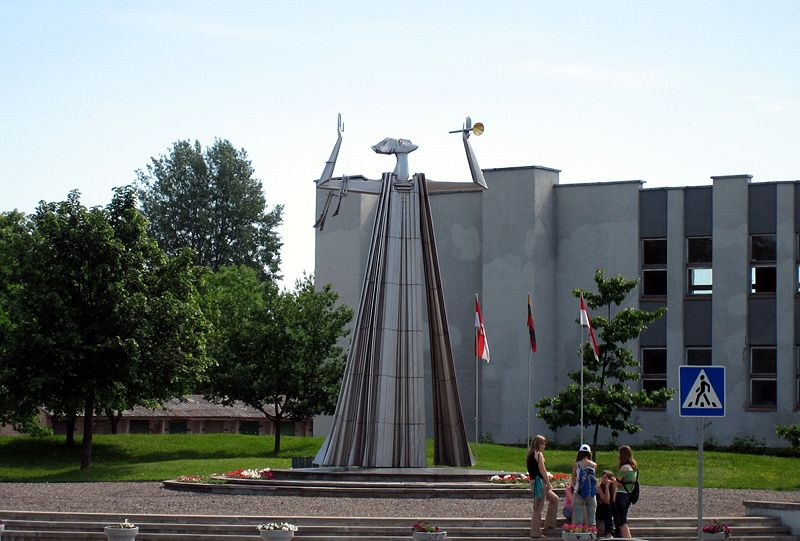
Шилале
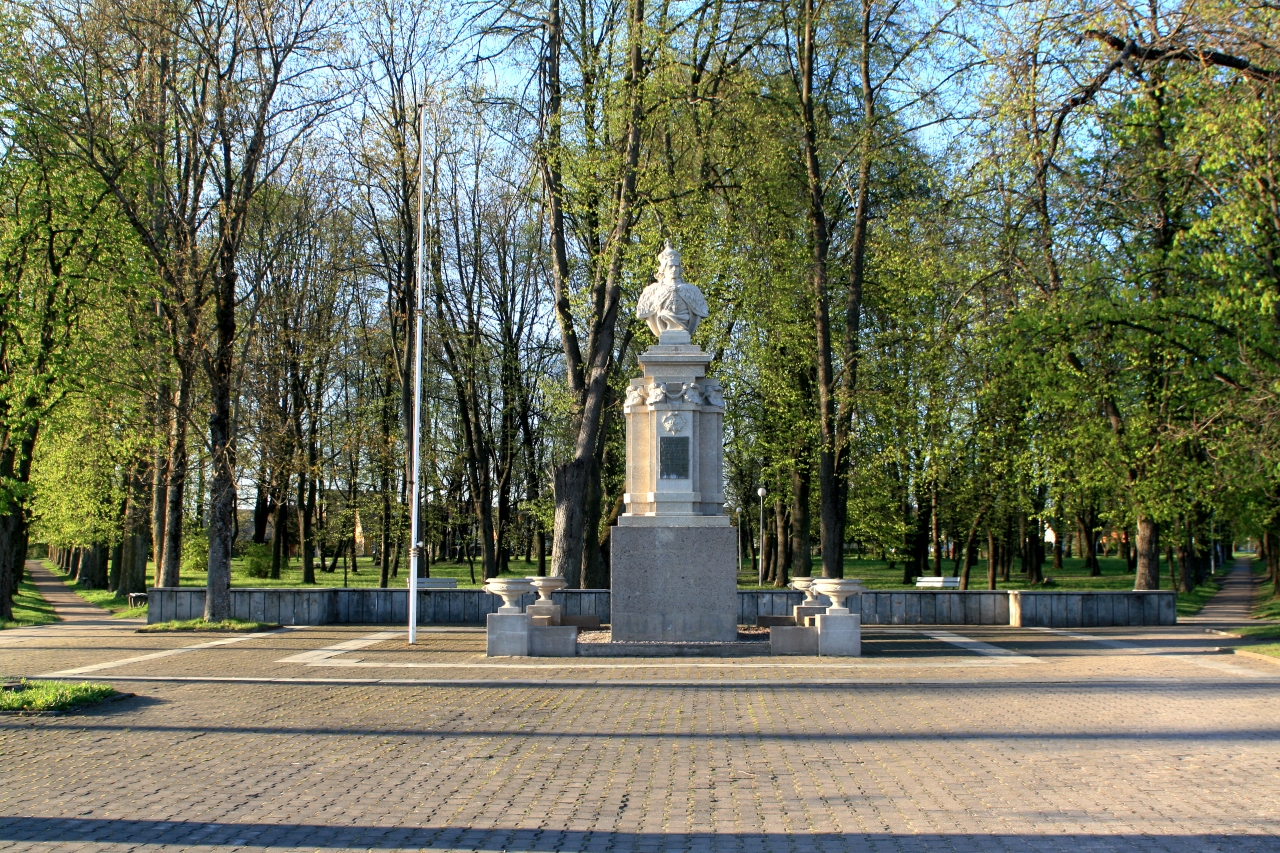
Юрбаркас